# 충주휴게소
충주휴게소(Chunoju Service Area)는 충청북도 충주시 중앙탑면에 위치한 중부내륙고속도로의 고속도로 휴게소이다. 양방향 모두 휴게소가 존재한다.주소는 창원 방향 휴게소의 주소는 충청북도 충주시 중앙탑면 중부내륙고속도로 230-1, 양평 방면은 충청북도 충주시 중앙탑면 중부내륙고속도로 231이다. 이 휴게소 내에 하이패스 전용인 중앙탑 나들목이 있다.

## 시설
- 주차장
- 화장실
- 수유실
- 식당
- 브랜드매장 : 탐앤탐스,올포유
- 현금 자동 입출금기
- 전기차충전소
- 종합안내소
- 로컬푸드 행복장터
- 정유소 : 알뜰주유소, GS칼텍스(LPG) (양평 방향), EX-OIL (창원 방향), SK에너지 (창원방향)

## 전후
양평 방향
- 노은 분기점→충주휴게소→괴산 나들목
- 괴산휴게소→충주게소→서여주휴게소

창원 방향
- 노은 분기점 ←충주휴게소←괴산 나들목
- 괴산휴게소←충주휴게소←서여주휴게소